# Torgelow
Torgelow  är en stad i det nordtyska förbundslandet Mecklenburg-Vorpommern.
Staden ingår i kommunalförbundet Amt Torgelow-Ferdinandshof tillsammans med kommunerna Altwigshagen, Ferdinandshof, Hammer a. d. Uecker, Heinrichswalde, Rothemühl och Wilhelmsburg.

## Geografi
Torgelow är beläget mellan städerna Pasewalk och Ueckermünde i distriktet Vorpommern-Greifswald. Genom staden flyter ån Uecker.
Torgelow har tre stadsdelar: Torgelow, Drögeheide och Spechtberg.

## Historia
Orten omnämns första gången 1281. Under denna tid var orten en viktig brandenburgisk gränsort vid gränsen mot Mecklenburg och Pommern.
1493 tillföll staden hertigdömet Pommern.

### Trettioåriga kriget och svenska tiden
Under trettioåriga kriget förstördes orten och efter kriget kom Torgelow att tillhöra Sverige (Svenska Pommern). På initiativ av drottning Kristina återbefolkades platsen med finländare och livländare.

### 1700- och 1800-talet
I slutet av det stora nordiska kriget tillföll orten Preussen 1720.
Under Preussens ledning påbörjades myrmalmsexploateringen och det första järnverket grundades i Torgelow 1753.
Under 1800-talet fanns på orten fjorton järngjuterier och befolkningen växte. 1884 anslöts Torgelow till järnvägen mellan Ueckermünde och Pasewalk.

### Andra världskriget och östtyska tiden
I slutet av andra världskriget fick Torgelow sina stadsrättigheter av den sovjetiska ockupationsmakten den 4 maj 1945. Under östtyska tiden tillhörde staden distriktet Ueckermünde inom länet Neubrandenburg (1952–1994).

### Befolkningsutveckling
Befolkningsutveckling  i Torgelow
Källa:

## Sevärdheter

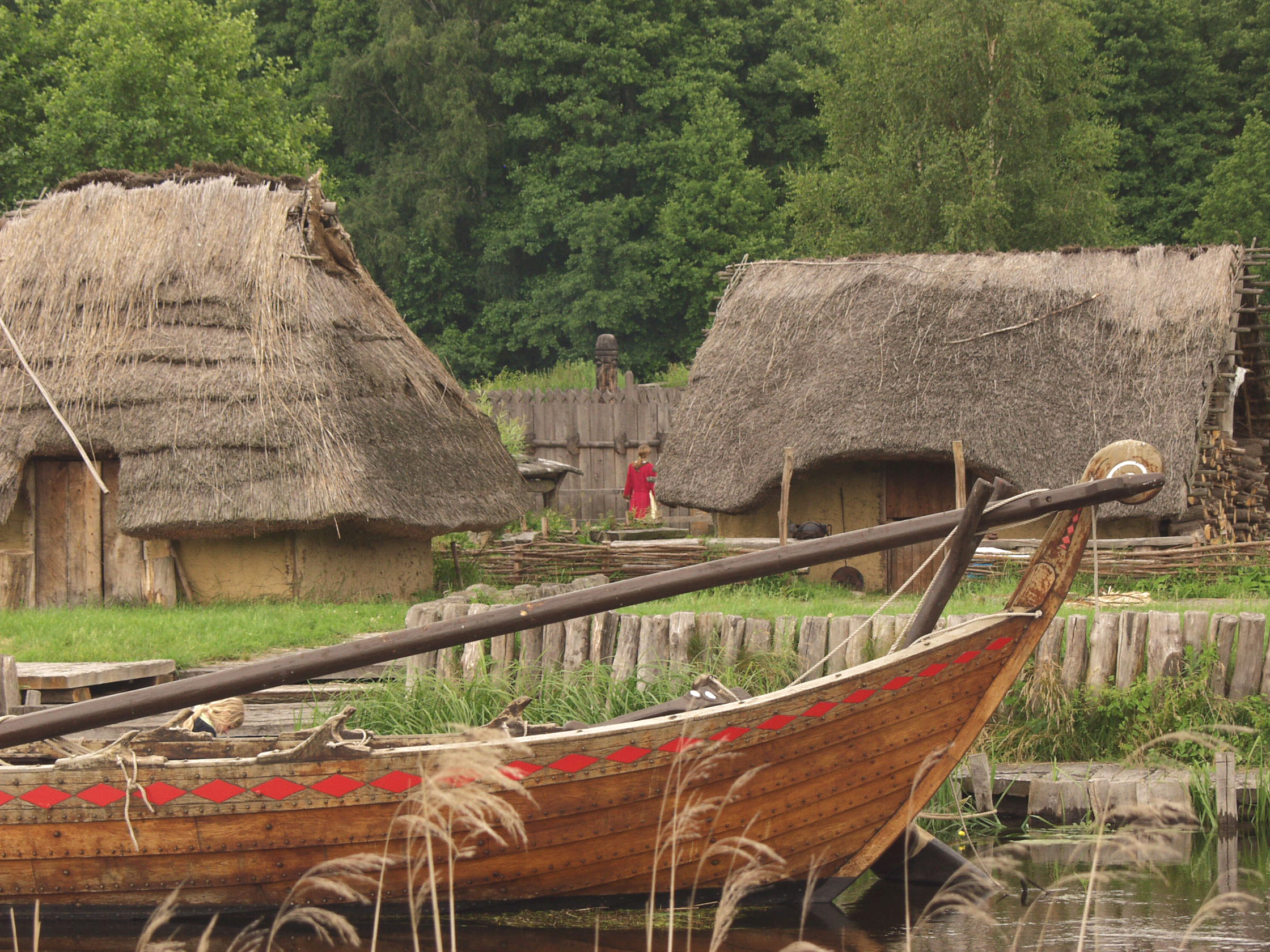
Friluftsmuseum Ukranenland

- Friluftsmuseer Castrum Turgelowe och Ukranenland
- Nygotiska Christuskyrkan från 1880-talet
- Herz-Jesu-kyrka från 1930-talet, uppförd i expressionistisk stil

## Vänorter
Torgelow har följande vänorter:
- Espelkamp, Tyskland (sedan 1990)[7]
- Kamień Pomorski, Polen

## Kommunikationer
Torgelow ligger vid järnvägslinjen Ueckermünde-Pasewalk/Neubrandenburg. Linjen trafikeras med regionaltåg.   
Cykelleden Berlin-Köpenhamn går genom staden.